# Талица (приток Полуденного Кондаса)
Талица — река в России, протекает в Юсьвинском и Усольском районах Пермского края. Устье реки находится в 64 км по правому берегу реки Полуденный Кондас. Длина реки составляет 40 км.
Река берёт исток на Верхнекамской возвышенности на границе Юсьвинского и Кудымкарского районов в 10 км к юго-востоку от посёлка Эрна. Верхнее течение проходит по Юсьвинскому району, среднее и нижнее — по Усольскому. Течёт сначала на юго-восток, затем на восток и наконец на северо-восток. Всё течение проходит по ненаселённому, заболоченному лесу. Притоки — Берёзовка, Сетановка, Борда (все — правые). Впадает в Полуденный Кондас в 9 км к юго-западу от посёлка Шемейный.

## Данные водного реестра
По данным государственного водного реестра России относится к Камскому бассейновому округу, водохозяйственный участок реки — Кама от города Березники до Камского гидроузла, без реки Косьва (от истока до Широковского гидроузла), Чусовая и Сылва, речной подбассейн реки — бассейны притоков Камы до впадения Белой. Речной бассейн реки — Кама.
По данным геоинформационной системы водохозяйственного районирования территории РФ, подготовленной Федеральным агентством водных ресурсов:
- Код водного объекта в государственном водном реестре — 10010100912111100007666
- Код по гидрологической изученности (ГИ) — 111100766
- Код бассейна — 10.01.01.009
- Номер тома по ГИ — 11
- Выпуск по ГИ — 1